# Бос (остров)
Бос (нидерл. Bosch) — бывший остров в Ваттовом море из состава Западно-Фризских островов, который находился между островами Схирмонниког и Роттюмерог и являлся остатком острова Монникенлангеног. Согласно старым картам, с западной стороны он был отделён от Схирмонникога судоходным каналом Де Лауэрс, а с восточной стороны от Роттюмерога — Де Схилле. Отмель Босплат, которая в 1959 году присоединилась к острову Роттюмерплат, была названа по имени острова Бос.

## История

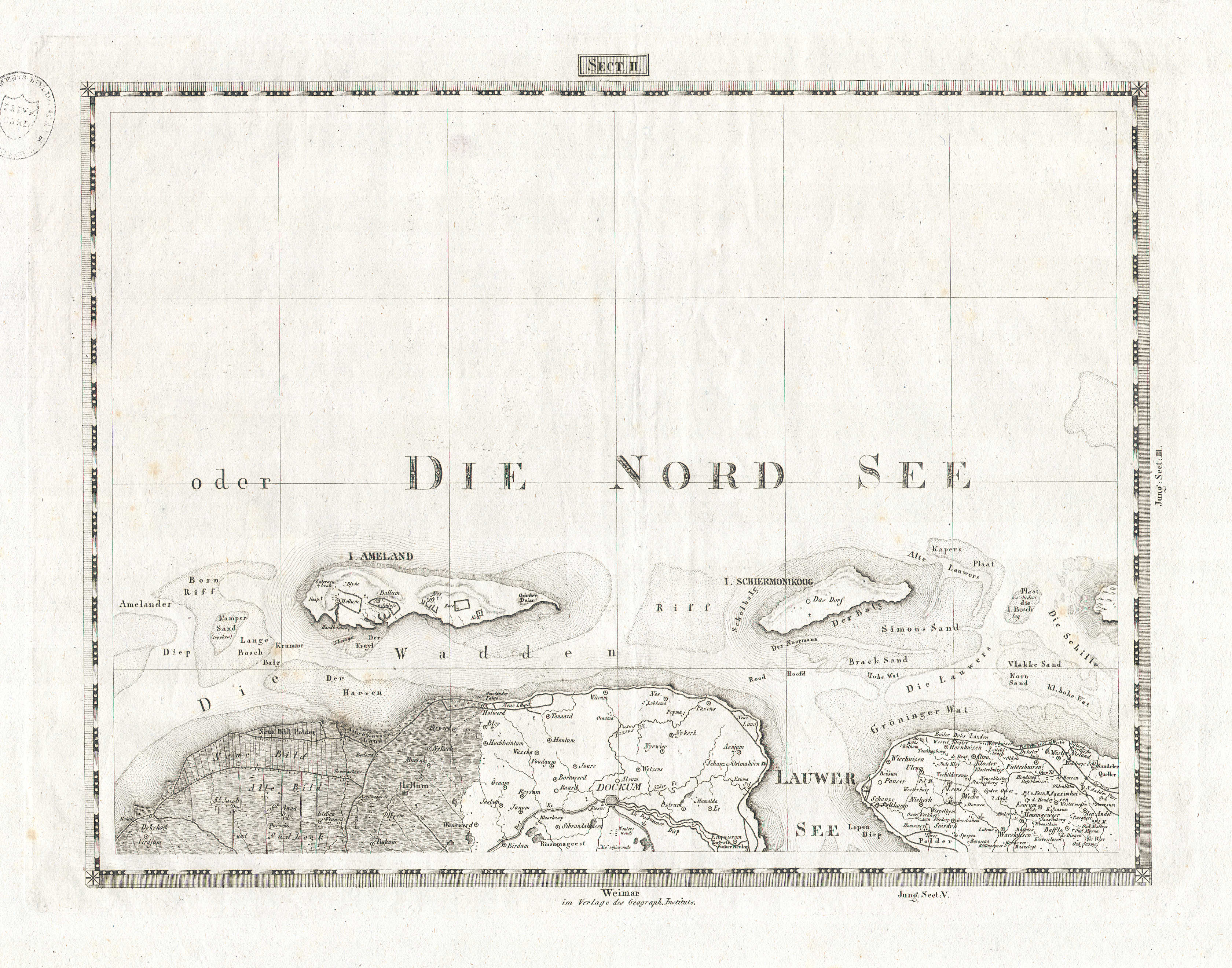
Немецкая карта 1820 года, Бос на востоке с описанием:
„Отмель где ранее располагался о. Бос“

До 1530 года остров принадлежал монастырю Адуарда. Во время наводнения Всех Святых в 1570 году остров в значительной степени оказался под водой, что сделало его необитаемым. Несколько десятилетий спустя остров снова немного увеличился, но в 1717 году Бос навсегда исчез в море во время Рождественского наводнения.
Схирмонниког в 1570 году располагался более чем в десяти километрах к западу от Боса, но поскольку Схирмонниког медленно двигался на восток, восточная часть нынешнего Схирмонникога теперь находится в месте, где когда-то находилась западная часть Боса.

## Исследования
В 2006 году впервые была организована научная экспедиция для поиска остатков острова, но ничего найдено не было. В итоге, музей Гронингена организовал в Схирмонникоге в ноябре 2007 года вечерний показ археологических находок, сделанных на острове в надежде найти отправную точку в этих исследованиях. Хотя в этот вечер были показаны уникальные находки, они не пролили свет на прошлое Боса.
В марте 2008 года исследователи обнаружили среди дюн восточного Схирмонникога остатки поселения XVI века c острова Бос.
Наземные радиолокационные снимки ниже восточной точки Схирмонникога на глубине 3-4 метра показали неоднородности в структуре грунта, что указывает на то, что когда-то там был расположен остров.